# エルウィン・レメンス
エルウィン・レメンス（Erwin Lemmens、1976年5月12日 - ）は、ベルギー・ブリュッセル出身の元サッカー選手、現サッカー指導者。ポジションはゴールキーパー。現在はサッカーベルギー代表のGKコーチを務める。

## クラブ経歴
ブリュッセルに生まれ、1995年にKSKベフェレンでキャリアをスタートさせ、スペインのラシン・サンタンデールに移籍する前の2シーズンをレギュラーとして過ごした。ラシンには4シーズン在籍し、公式戦89試合に出場した。2003年にRCDエスパニョールへ移籍。1年目はスタメンに定着した。
2シーズン目、のちにラ・リーガを代表するGKとなるカルロス・カメニが加入するとポジションを奪われた。それでも第2GKとして主にコパ・デル・レイで出場機会を得ていた。2005年の夏、ギリシャのオリンピアコスFCに加入し、アントニス・ニコポリディスとポジションを争ったが、定位置は確保できなかった。
2006-07シーズン、母国ベルギーからクロアチア人GKのトミスラヴ・ブティナがやってくると、レメンスは第3GKに降格した。2007年1月31日、ついにオリンピアコスから放出されると、すぐにオランダのRKCヴァールヴァイクに加入し、同年10月2日のエールディヴィジ、ヘラクレス・アルメロ戦でデビューを果たした。
2007年、ベルギー1部リーグに昇格してきたFCVデンデルEHに移籍した。ここではヤン・ファン・ステーンベルゲと出場機会を分け合い、リーグ戦14試合に出場した。しかし、シーズン終盤戦に臀部を負傷し、シーズンを終えた。
臀部の負傷からの復帰にはおよそ1年もの歳月を用し、33歳となっていたレメンスは、プロデビューを飾ったクラブ、KSKベフェレンに復帰した。1シーズン目からレギュラーとして活躍し、チームは2部リーグで中位につけていたが、シーズン終了後に多額の負債を抱えていたため、クラブは3部降格になってしまった。このシーズン終了後に現役を引退した。

## 代表経歴
2004年、当時エスパニョールに在籍していたレメンスはベルギー代表に招集され、3月31日のドイツとの親善試合でA代表デビューを果たした。
2013年1月24日、ベルギー代表のGKコーチ就任が発表された。